# Verbania
Verbania je mesto in občina z okoli 30.000 prebivalci na obali jezera Lago Maggiore, Piemont, severozahodna Italija.
Ustanovljeno je bilo leta 1939 z združitvijo mest Intra in Pallanza. Verbania je od leta 1992 glavno mesto pokrajine Verbano-Cusio-Ossola.

## Zanimivosti
- Botanični vrtovi Villa Taranto

## Pobratena mesta
- - Bourg-de-Péage, Francija
- -  Crikvenica, Hrvaška
- -  East Grinstead, Združeno kraljestvo
- -  Mindelheim, Nemčija
- - Sant Feliu de Guíxols, Španija
- - Schwaz, Avstrija